# Bromus korotkiji
Bromus korotkiji là một loài thực vật có hoa trong họ Hòa thảo. Loài này được Drobow mô tả khoa học đầu tiên năm 1914.